# Larry Yust
Pour les articles homonymes, voir Yuste.
Larry Yust (né le 3 novembre 1930 en Pennsylvanie) est un réalisateur américain.

## Filmographie partielle
- 1967 : The Secret Sharer
- 1972 : Trick Baby
- 1974 : La Tour des monstres (Homebodies)
- 1986 : Say Yes coréalisé avec Peter Ferrara